# Бал на самотните
„Бал на самотните“ е български игрален филм (драма) от 1981 година на режисьора Иван Ничев, по сценарий на Владимир Ганев и Иван Ничев. Оператор е Виктор Чичов. Музиката във филма е композирана от Божидар Петков.

## Състав

### Актьорски състав
| Изпълнител                                | Роля                              |
| ----------------------------------------- | --------------------------------- |
| Бойко Илиев (като Бойко Иванов)           | Мишо                              |
| заслужил артист Стефан Стайчев            | Васил Галов                       |
| Мария Статулова                           | тъкачката Янка                    |
| Димитър Марин                             | Митко                             |
| Цветана Енева                             | Сийка Караангова, майката на Мишо |
| Никола Тодев                              | Кирил Караангов, бащата на Мишо   |
| народен артист Иван Янчев                 | началникът Панов                  |
| Таня Шахова                               | Накова, приятелката на Мишо       |
| Минка Сюлеймезова (като Минка Сюлемезова) | жена от комисията                 |
| Лазар Ганев                               |                                   |
| Иван Цветарски                            | Петко                             |
| Боряна Иванова                            | Катя                              |
| Вельо Горанов                             | любовник                          |
| Стефан Попов                              | Драган Арнаудов                   |
| Цветан Чобански                           | Аршинков                          |
| Стоян Гъдев                               | Козлодуйски                       |
| Дора Стаева                               |                                   |
| Румен Петров                              |                                   |
| Велика Коларова                           |                                   |
| Николай Иванов                            |                                   |
| Димитър Луканов                           |                                   |
| Димитър Карамалаков                       |                                   |
| Антон Радичев                             | колега на Петко                   |
| Минко Минков                              | Борис                             |
| Лъчезар Стоянов                           | приятелят на бащата на Катя       |
| Иван Обретенов                            |                                   |
| Румяна Първанова                          |                                   |
| Петър Петров                              |                                   |
| Тодор Панков                              |                                   |
| Веселин Прахов                            | синът на Драган                   |
| Янчо Таков                                | Янчо Таков                        |

### Творчески и технически екип
| Режисьор            | Иван Ничев                                                                 |
| Сценарий            | Владимир Ганев Иван Ничев                                                  |
| Оператор            | Виктор Чичов                                                               |
| Художник            | Елка Тодорова                                                              |
| Костюми             | Анна Маркова                                                               |
| Грим                | Маргарита Димова Валерия Петрова                                           |
| Музика              | Божидар Петков                                                             |
| Звук                | Христо Д. Христов                                                          |
| Монтаж              | Лина Гешева                                                                |
| Редактор            | Маргит Саръиванова                                                         |
| Директор            | Георги Иванов                                                              |
| Втори режисьор      | Панайот Панайотов                                                          |
| Втори оператор      | Георги Тренев                                                              |
| Втори художник      | Снежана Огнянова                                                           |
| Асистент-режисьори  | Стефка Лулчева Мариана Карчева Мариана Антонова Мария Стефанова            |
| Асистент-оператор   | Илия Вучков                                                                |
| Асистент по монтажа | Снежана Огнянова                                                           |
| Осветление          | Иван Андреев                                                               |
| Кран                | Васил Ковачев                                                              |
| Декори              | Асен Тасев Тончо Михов                                                     |
| Производство        | Българска кинематография Експериментална филмова студия /Copyright © 1981/ |